# Remijia cinchonicarpa
Remijia cinchonicarpa är en måreväxtart som beskrevs av Dimitri Sucre Benjamin. Remijia cinchonicarpa ingår i släktet Remijia och familjen måreväxter. Inga underarter finns listade i Catalogue of Life.